# Silnice I/38
Silnice I/38 je česká silnice I. třídy, třetí nejdelší (po I/35 a I/11) a jeden z páteřních celostátních tahů. Je dlouhá 257,111 km a vede z Libereckého kraje přes Středočeský a Vysočinu do Jihomoravského na státní hranici s Rakouskem. V úseku od křížení s dálnicí D1 (u Jihlavy) do Rakouska je po ní vedena evropská silnice E59.
Silnice je postupně modernizována, jsou budovány mimoúrovňové křižovatky (MÚK) a obchvaty sídel. Ministerstvo dopravy hodlá po těchto krocích silnici I/38 lokálně označit značkou Silnice pro motorová vozidla. Tato modernizace je součástí programu ministerstva dopravy Nové pojetí dálniční sítě. V budoucnu silnice I/38 naváže na rakouskou rychlostní silnici S3 do Vídně.

## Vedení silnice

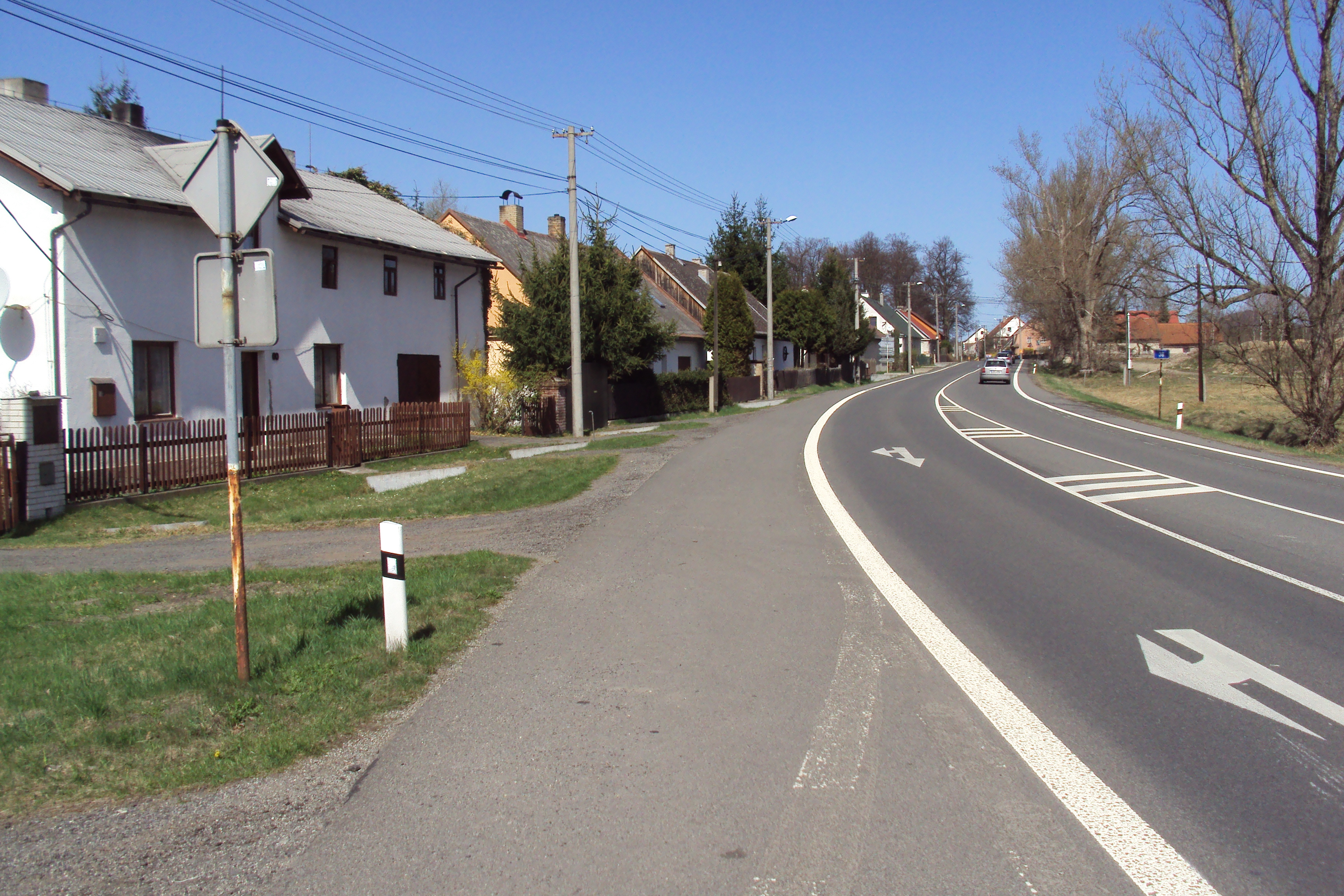
Silnice I/38 v Oboře u Doks

### Liberecký kraj
- Jestřebí (křižovatka s I/9, návaznost na směr Česká Lípa – Rumburk)
- Doksy (obchvat, II/270)
- Obora (II/273)
- odbočka Bezděz

### Středočeský kraj
- obchvat Bělá pod Bezdězem
  - II/276
  - II/272
- Debř/Kosmonosy (II/259, II/610)
- obchvat Mladá Boleslav
  - napojení na D10 (exit 46)
  - exit 44 (začátek peáže I/16)

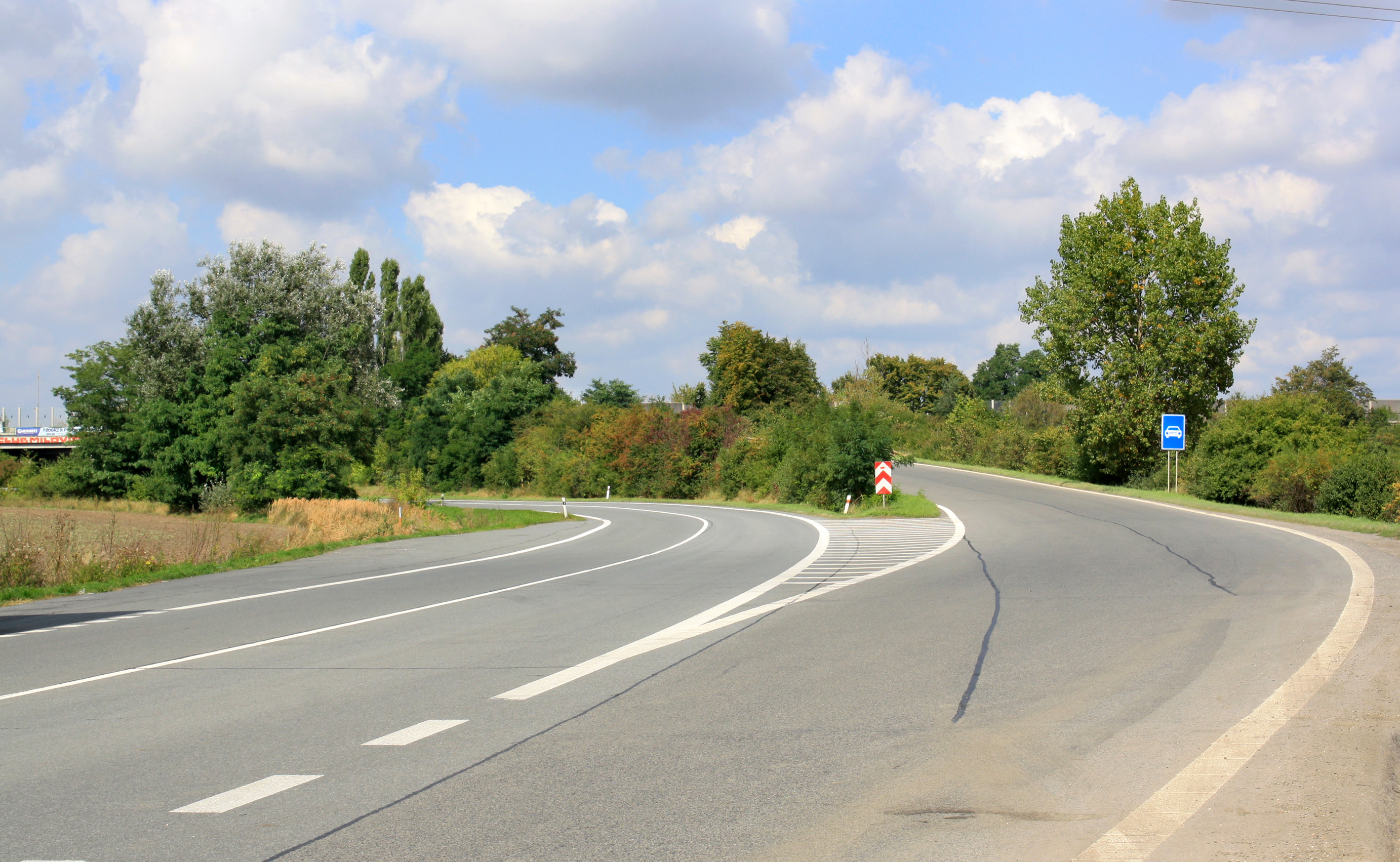
Křížení s dálnicí D10

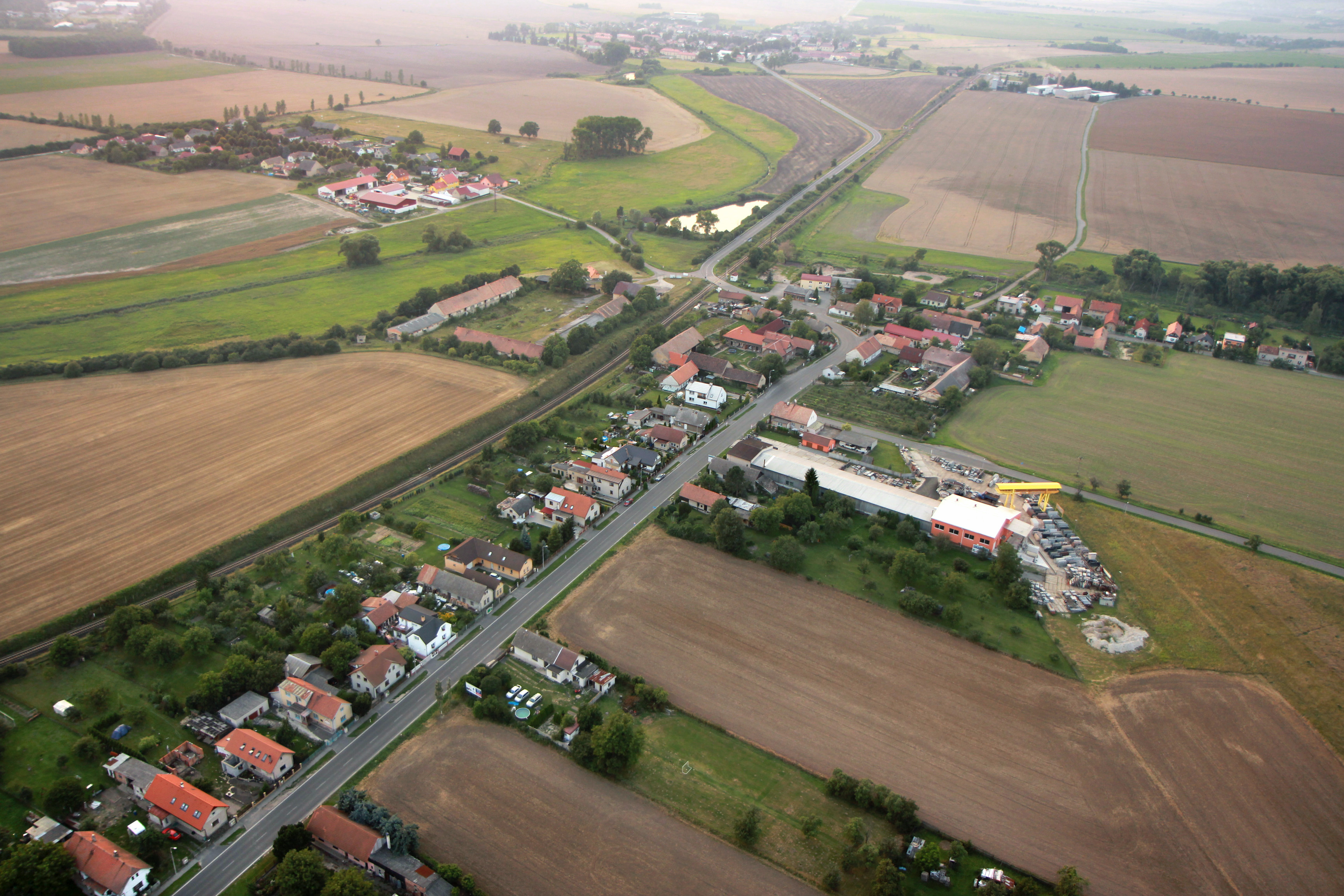
Letecký pohled na silnici I/38 ve Smilovicích-Újezdě

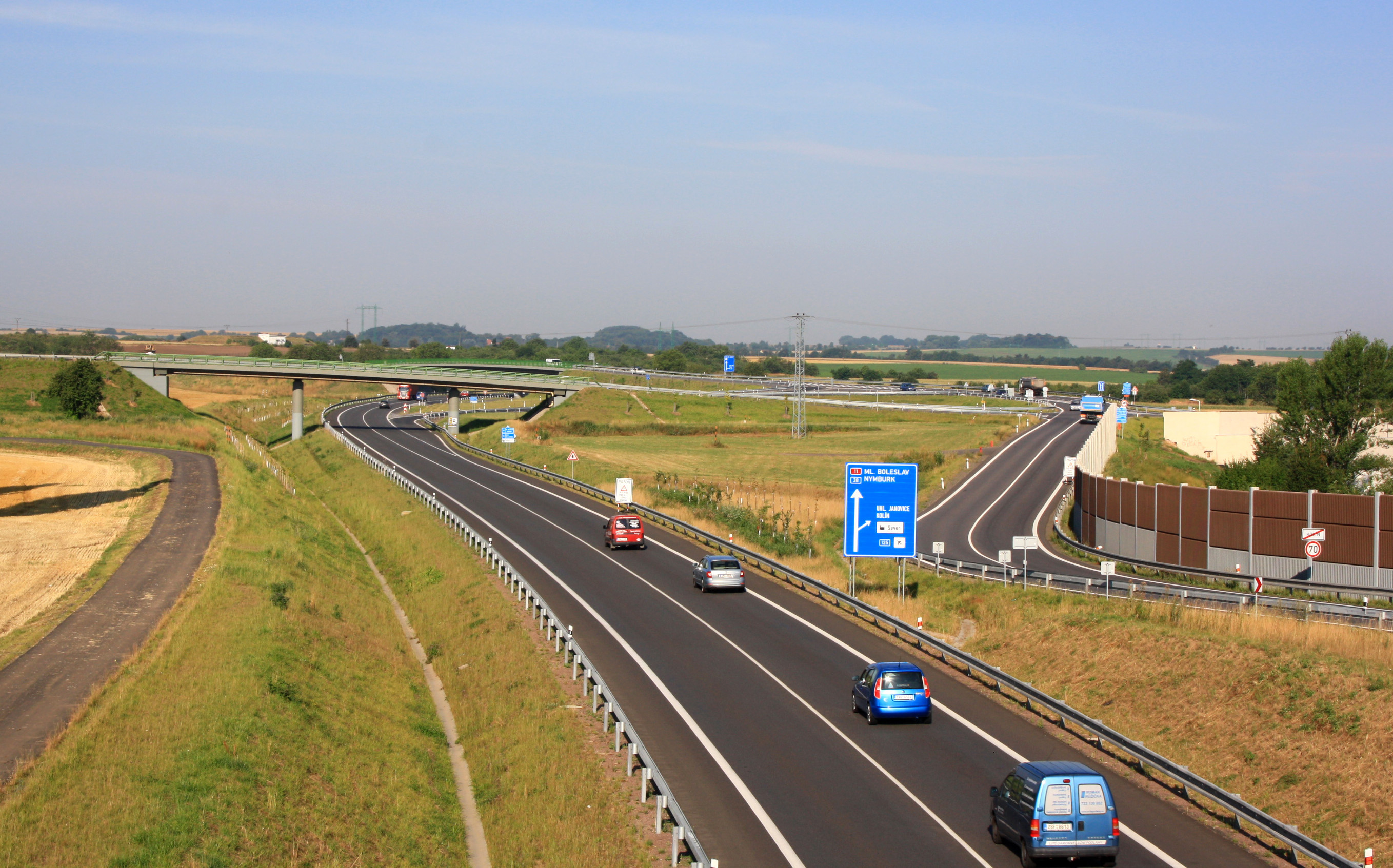
Obchvat Kolína

  - svedení z D10 (exit 39, konec peáže I/16)

- Luštěnice (II/275)
- Smilovice-Újezd
- Krchleby (II/332)
- obchvat Nymburk
  - II/503
  - MÚK II/330
  - MÚK II/331 (Poděbrady-Velké Zboží)
  - II/503 (Chvalovice)
- Poděbrady-Přední Lhota (II/329, II/611)
- MÚK D11, exit 39 Poděbrady-jih
- obchvat Kolín
  - MÚK I/12
  - MÚK II/125

- obchvat Kutná Hora-Malín (MÚK I/2)
- obchvat Církvice (MÚK III/03321)
- obchvat Čáslav
  - II/339
  - MÚK I/17, II/338, začátek peáže II/337
  - konec peáže II/337

### Kraj Vysočina
- obchvat Golčův Jeníkov,
  - II/130
  - II/345

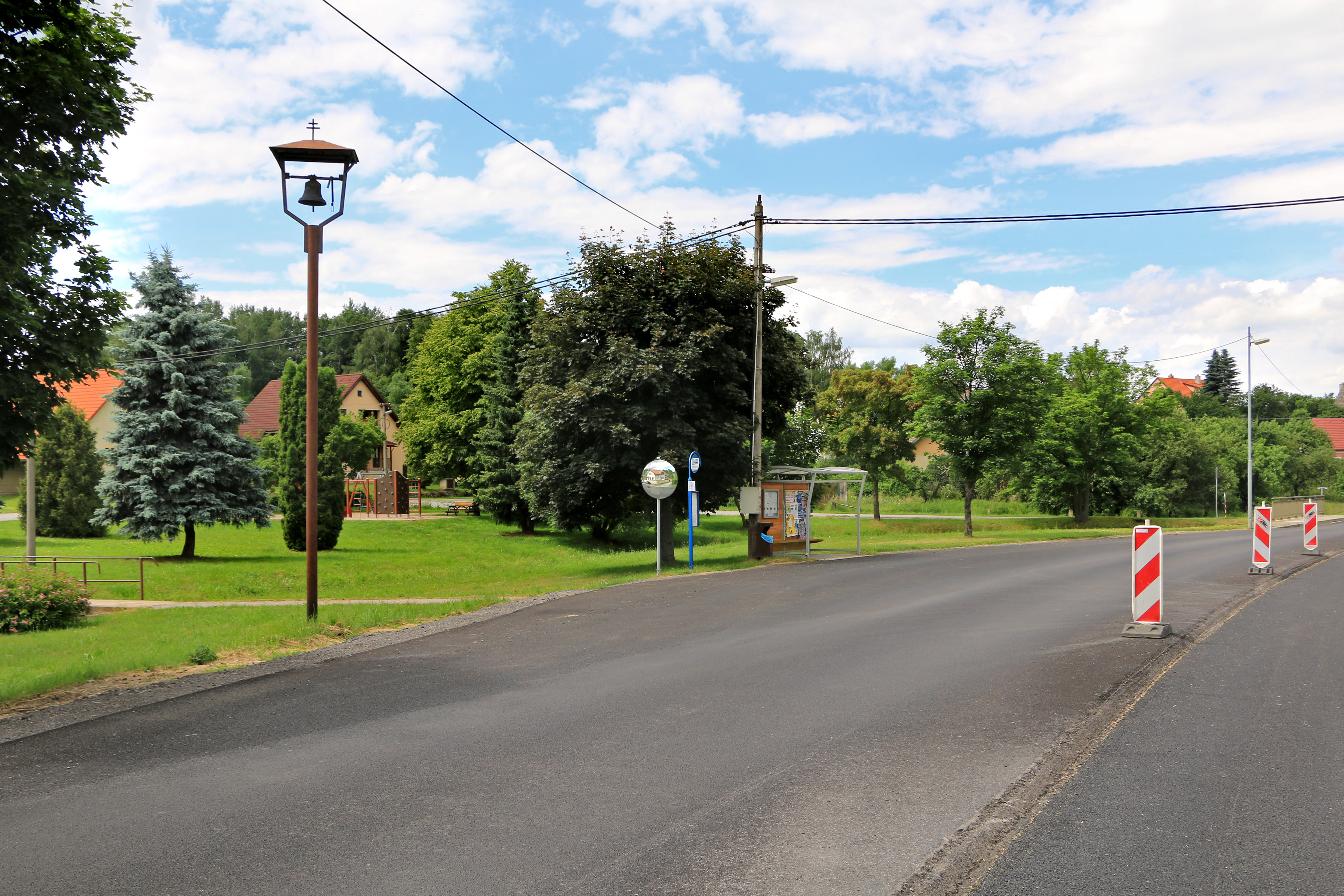
Sillnice I/38 v Prostředkovicích během opravy

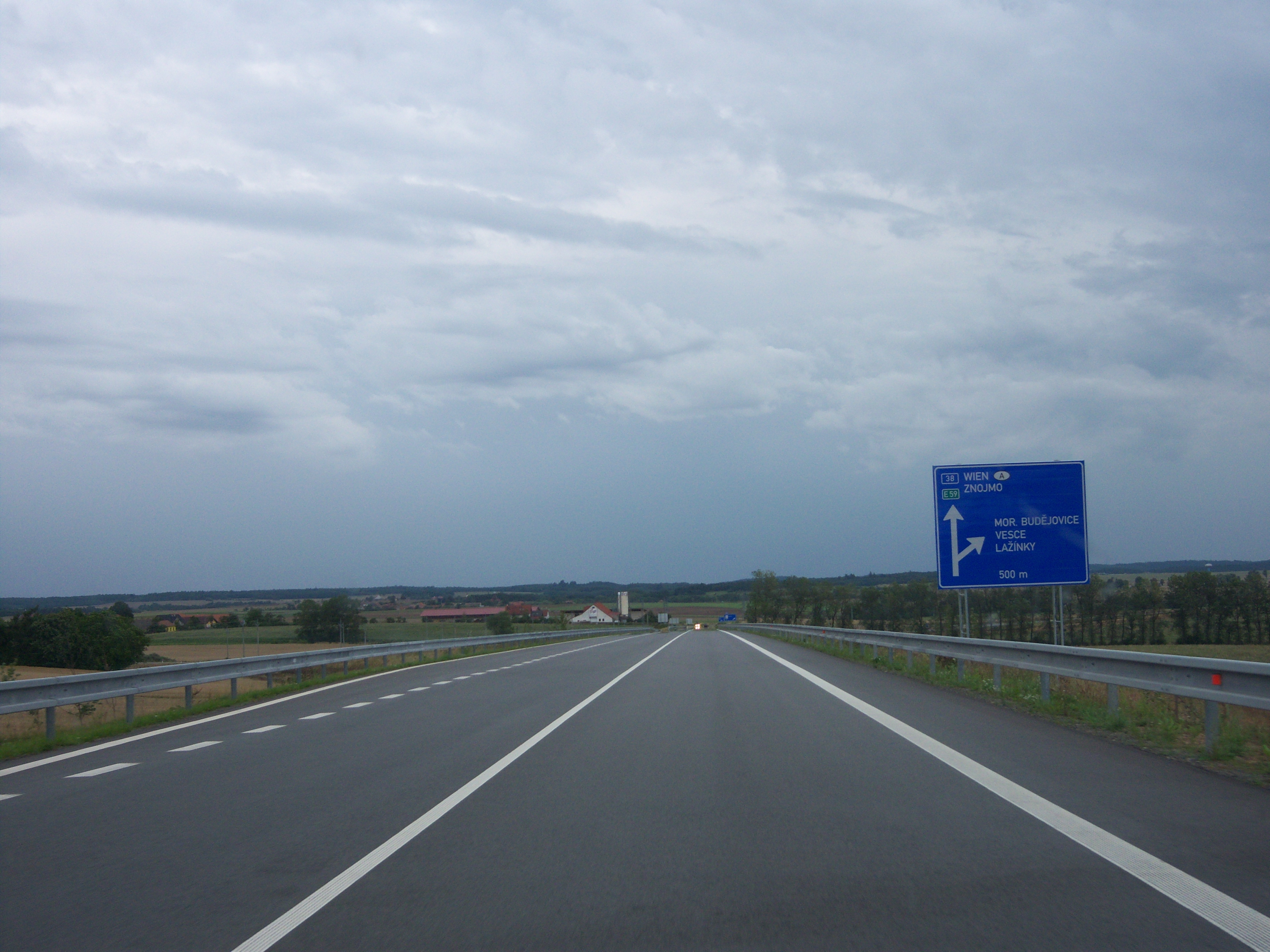
Obchvat Moravských Budějovic

- Habry (II/347, začátek peáže II/346)
- Kámen (konec peáže II/346)
- Havlíčkův Brod
  - II/344, začátek peáže I/19 a I/34
  - začátek peáže II/150,
  - konec peáže I/19, I/34 a II/150
- Štoky (II/348, II/350)
- Jihlava (přivaděč a obchvat)
  - MÚK D1 (exit 112), navedení E59, začátek čtyřproudého úseku
  - MÚK II/352
  - MÚK II/523, konec čtyřproudého úseku
  - Jihlavský tunel
  - MÚK II/602
  - II/523, konec obchvatu
- Prostředkovice
- Stonařov (II/402, II/403)
- II/407
- křižovatka Markvartice-Kasárna (I/23)
- Želetava (II/112, II/410)
- Litohoř (II/151)
- Moravské Budějovice (obchvat, MÚK II/152, II/411)
  - Dne 27. října 2010 byl zprovozněn obchvat Moravských Budějovic o délce 6352 m stavěný od května 2008.[2] První slavnostní výkop při stavbě obchvatu se konal 28. května 2008, nicméně již v roce 1941 padly první návrhy o tom, že by tzv. císařská cesta měla být vedena mimo město, první změny v územním plánu s touto změnou související však pochází až z roku 1975. V roce 1996 byla ukončena vyhledávající studie, jež stanovila trasu obchvatu. Poslední termín odevzdání dokumentace a zprávy byl stanoven na 28. února roku 2011. Během stavby se stala havárie jeřábu s vlakem na trati Jemnice – Moravské Budějovice a také byla překládána památkově chráněná stavba u Lažínek.[3]
- II/400

### Jihomoravský kraj
- Pavlice (začátek peáže II/398)

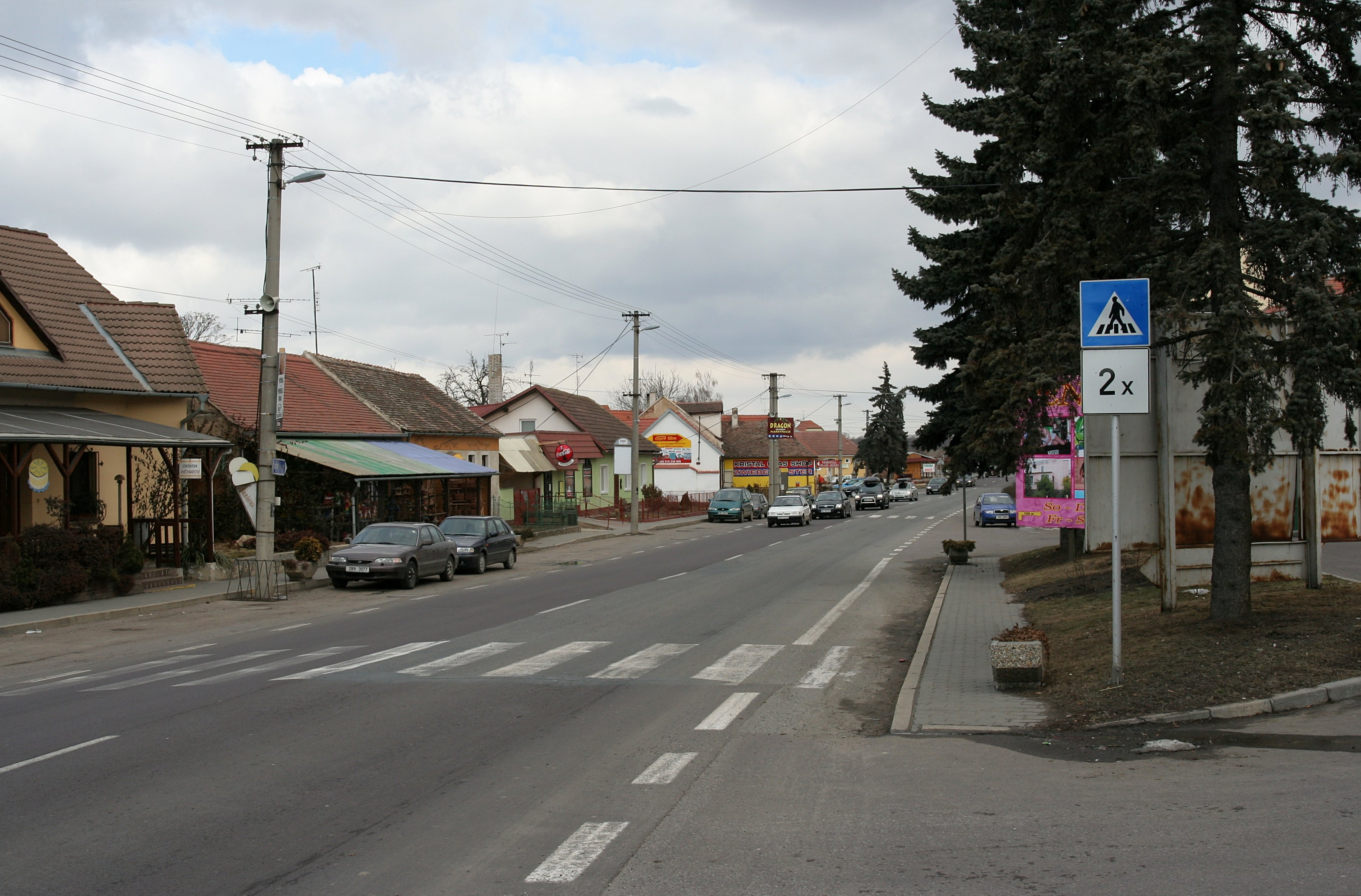
Silnice I/38 v Chvalovicích u Znojma

- Vranovská Ves (konec peáže II/398)
- křižovatka Znojmo-Kasárna (II/408)
- Znojmo
  - II/361 (II/399)
  - II/412
  - I/53, začátek peáže II/413
  - konec peáže II/413
- Chvalovice

### státní hranice CZ / A
- Hraniční přechod Hatě – Haugsdorf, pokračuje E59 po silnici B303 (dříve B2) směr Vídeň

## Modernizace silnice
| Číslo | Název                                    | Délka   | Kategorie                 | Zahájení výstavby                    | Uvedení do provozu | Křižovatky                      |
| ----- | ---------------------------------------- | ------- | ------------------------- | ------------------------------------ | ------------------ | ------------------------------- |
| L78   | Doksy – Obora                            | 6,2 km  | 11,5/90                   | plánováno 2027                       | plánováno 2029     |                                 |
| S63   | Hrdlořezy–Čistá                          | 2,1 km  | 11,5/80                   | 10/2013                              | 03/2015            |                                 |
| S89   | Mladá Boleslav – zkapacitnění Průmyslová | 1,2 km  |                           | bude oznámeno                        | bude oznámeno      |                                 |
| S55   | Luštěnice – Újezd, přeložka              | 6,7 km  | 11,5/90                   | plánováno 2028                       | plánováno 2030     | Luštěnice                       |
| S82   | Krchleby – Nymburk                       | 5,3 km  | 11,5/90                   | plánováno 2029                       | plánováno 2032     | Krchleby                        |
| S56   | Nymburk – obchvat                        | 5,9 km  | 11,5/80                   | 10/2008                              | 10/2010            |                                 |
| S91   | Poděbrady (D11) – Kolín, přeložka        | 13,1 km | 11,5/80 13,5/80 15,25/110 | plánováno 2029                       | plánováno 2031     | Oseček Velim Ohrada             |
| S57   | Kolín – obchvat                          | 8 km    | 11,5/80                   | 09/2008                              | 12/2012            |                                 |
| S66   | Malín – Kuchyňka                         | 1,7 km  | 11,5/90                   | plánováno 2026                       | plánováno 2028     |                                 |
| S67   | Církvice, obchvat                        | 4,2 km  | 11,5/80                   | 09/2020                              | 10/2022            |                                 |
| J65   | Havlíčkův Brod, JV obchvat               | 4,1 km  | 11,5/70                   | 12/2019                              | 12/2023            | Termesivy Skalka                |
| J83   | Havlíčkův Brod, SV obchvat               | 1,2 km  | 11,5/70 9,5/70            | plánováno 2028                       | plánováno 2029     |                                 |
| J67   | Jihlava, MÚK – Pávov                     | 0,5 km  | 9/50                      | 08/2012                              | 10/2013            |                                 |
|       | Jihlava – obchvat jih                    | 3,3 km  | 22,5/100                  | 02/2006                              | 07/2008            |                                 |
| J70   | Jihlava – Stonařov                       | 12,9 km | 11,5/90                   | plánováno 2030                       | plánováno 2032     | Jihlava-jih Stonařov            |
| J61   | Želetava – Horky, obchvat                | 5,9 km  | 11,5/90                   | plánováno 2028                       | plánováno 2030     | Želetava Horky                  |
| J85   | Jakubov–Litohoř, přeložka                | 5,2 km  | 11,5/90                   | plánováno 2032                       | plánováno 2034     | Litohoř Jakubov                 |
| J56   | Moravské Budějovice – obchvat            | 6,3 km  | 11,5/100                  | 05/2008                              | 01/2011            |                                 |
| B86   | křižovatka II/408                        |         |                           | plánováno 2025                       | plánováno 2025     |                                 |
| B51   | Znojmo obchvat II                        | 3,4 km  | 11,5/80                   | 07/2016                              | 09/2019            | Jihlavská Přímětická Únanovská  |
| B50   | Znojmo obchvat I                         | 3 km    | 11,5/80                   | 12/2006 (pozastaveno) plánováno 2025 | plánováno 2027     |                                 |
| B79   | Znojmo obchvat IV                        | 1,3 km  | 11,5/80                   | plánováno 2028                       | plánováno 2030     | Suchohrdelská                   |
| B71   | Znojmo obchvat III                       | 4,3 km  | 15,25/110                 | plánováno 2028                       | plánováno 2032     | Znojmo-jih Znojmo-východ Dyjská |
| B72   | Znojmo – Hatě                            | 6 km    | 15,25/110                 | plánováno 2031                       | plánováno 2034     |                                 |